# Saguinus bicolor
Il tamarino calvo (Saguinus bicolor Spix, 1823) è un primate platirrino della famiglia dei Callitricidi.

## Distribuzione
Vive in una piccola regione a nord del Rio delle Amazzoni, nei pressi di Manaus (12 ettari, l'areale più piccolo di tutti i primati), dove preferisce le aree di foresta pluviale secondaria, ossia foresta rasa al suolo per qualche motivo (principalmente a causa di interventi umani) e ricresciuta in un secondo momento.

## Descrizione

### Dimensioni
Misura fino a 70 cm di lunghezza, con la coda lunga fino al doppio rispetto al corpo, per un peso medio di 4 Kg.

### Aspetto

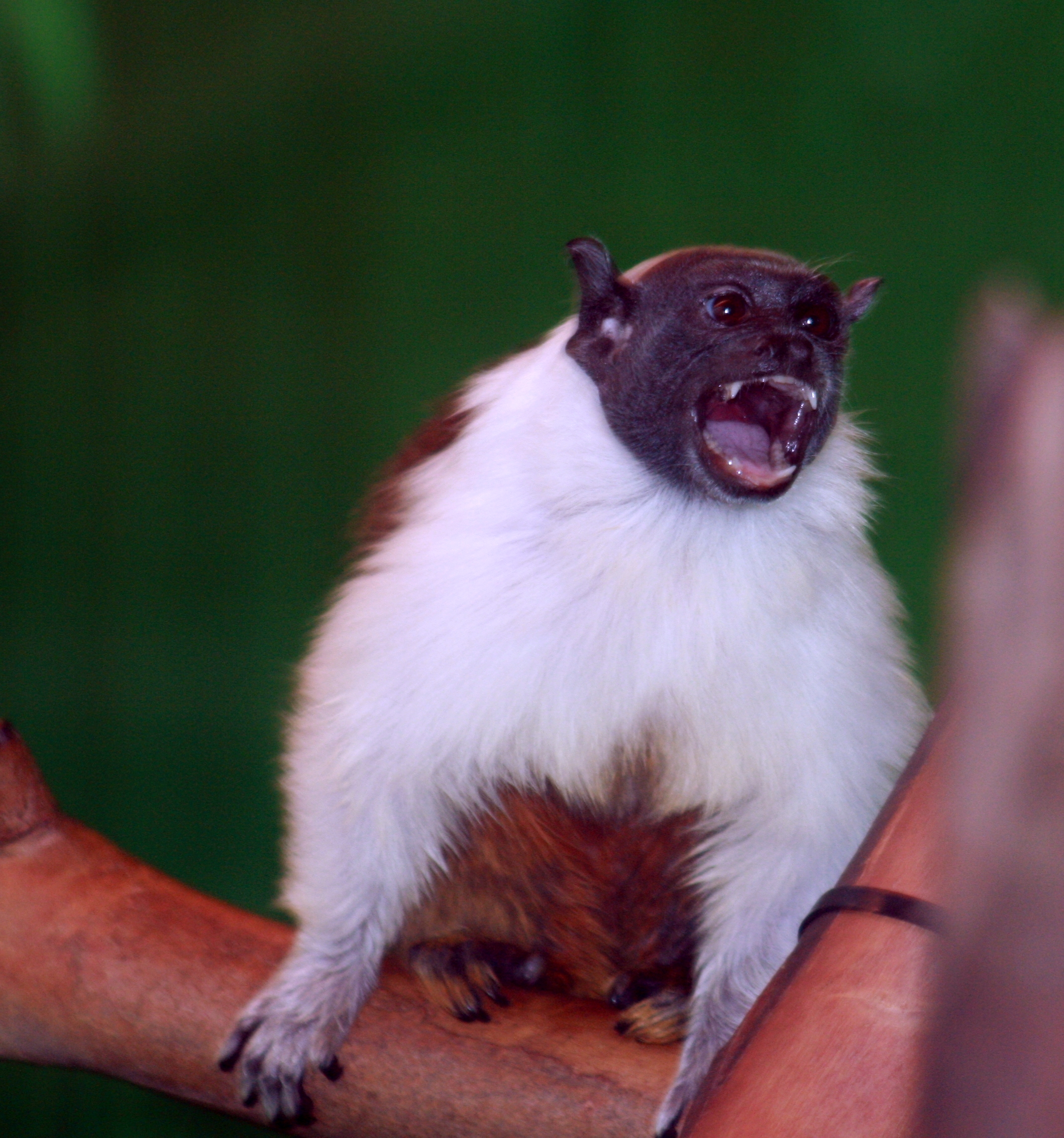
Un esemplare in atteggiamento aggressivo: notare i canini più lunghi degli incisivi, a differenza degli uistitì dove avviene il contrario

Il pelo è bianco su collo e torso e bruno-rossiccio su basso ventre e quarto posteriore. La coda tende al nero man mano che si procede verso la punta. La faccia è nera e glabra fino alla sommità del cranio (da qui il nome comune della specie): anche le mani e le orecchie sono nere; queste ultime terminano a punta.

Le dita sono dotate di unghie appuntite e pollici non opponibili: l'unghia del pollice è larga ed appiattita.

## Biologia
Si tratta di animali diurni ed arboricoli: vivono in gruppi comprendenti vari maschi e femmine non imparentati in numero variabile fra due e otto individui: a capo del gruppo vi è sempre una femmina dominante. I vari membri del gruppo delimitano un proprio territorio tramite secreti della ghiandola soprapubica, che tuttavia hanno anche funzione d'interazione fra membri di uno stesso gruppo, poiché l'animale può strofinare l'area ghiandolare su un supporto anche quando è eccitato.

### Alimentazione
Più del 95% della dieta di questi animali si basa su frutti e semi di ventuno specie di piante che vivono nell'areale della specie: durante la stagione secca, quando può non esservi cibo di origine vegetale a sufficienza, la dieta viene integrata con componenti di origine animale, come insetti, ed anche occasionalmente con essudati di piante.

### Riproduzione
La riproduzione pare non seguire andamenti stagionali e si possono trovare femmine con cuccioli durante tutto l'anno: pare tuttavia esservi un picco delle nascite fra marzo e maggio. Solo la femmina dominante del gruppo può riprodursi: a tal fine essa produce feromoni che inibiscono l'ovulazione delle altre femmine. La femmina si riproduce una volta l'anno: il ciclo estrale dura due settimane.

La gestazione dura circa quattro mesi, al termine dei quali nascono solitamente due gemelli, anche se l'incidenza di parti nei quali nasce un solo cucciolo è sorprendentemente elevata (un quinto del totale). I cuccioli sono già ricoperti di pelo, tuttavia dipendono dalle cure degli adulti per sopravvivere: per le prime due settimane di vita vengono portati dalla madre, in seguito passano al padre, coadiuvato da altri membri del gruppo. Nonostante i piccoli muovano i primi passi già a tre settimane, si muovono in totale autonomia (senza dover essere trasportati dal padre) solo dopo i due mesi: ad un mese cominciano ad ingerire cibi solidi, ma lo svezzamento può dirsi completo solo una volta passato il terzo mese d'età, coi genitori che continuano ad offrire cibo ai cuccioli fino ai sei mesi. I cuccioli diventano sessualmente maturi a un anno e mezzo se femmine, a due anni se maschi.
In cattività, questi animali vivono fino a 19 anni.